# Ludwikowo (powiat płoński)
Ludwikowo – wieś sołecka w Polsce położona w województwie mazowieckim, w powiecie płońskim, w gminie Joniec.
W latach 1975–1998 miejscowość należała administracyjnie do województwa ciechanowskiego.
Wierni Kościoła rzymskokatolickiego należą do parafii Świętego Stanisława Biskupa Męczennika w Starej Wronie.